# Чапланово (станция)
Чапланово — ныне не существующая железнодорожная станция Сахалинского региона Дальневосточной железной дороги. Названа по одноимённому населённому пункту. В составе имела 2 железнодорожных моста.

## История
Станция открыта в 1926 году в составе пускового участка (Тойохара) Южно-Сахалинск — (Тэй) Холмск-Сортировочный (Сквозное движение открыто в 1928 году) под названием Футамата. В 1946 году после перехода станции под контроль СССР станция переименована в Чаплаково, а в начале 1950-х получила современное название. С 1994 года законсервирована с вывозом оборудования, в конце 1990-х сняты рельсы.

## Описание
Станция находилась в центре села. В настоящее время о бывшей когда-то здесь железной дороге напоминают рельсы оставшиеся на переезде, невыкорчёванные шпалы, насыпь и два полуразрушенных моста. Имелся тупиковый путь около 400 метров в юго-западном направлении к ангару 46°57′28″ с. ш. 142°13′27″ в. д..